# Мотова (деревня)
Мотова — деревня в Черемховском районе Иркутской области России. Входит в состав Парфёновского муниципального образования.

## География
Деревня находится на расстоянии примерно 69 км к юго-западу от города Черемхово, административного центра района.

## Население
| 2002 | 2010 | 2011 | 2012 |
| ---- | ---- | ---- | ---- |
| 38   | ↗43  | →43  | ↗44  |